# Luisia appressifolia
Luisia appressifolia är en orkidéart som beskrevs av Leonid Vladimirovitj Averjanov. Luisia appressifolia ingår i släktet Luisia och familjen orkidéer.
Artens utbredningsområde är Vietnam. Inga underarter finns listade i Catalogue of Life.